# مدل‌سازی فرایندهای شیمیایی
مدل‌سازی فرایندهای شیمیایی (به انگلیسی: Chemical process modeling) یک دانش مدل سازی رایانه‌ای است که در مدل‌سازی فرایندها در مهندسی شیمی کاربرد دارد. در این بحث نرم‌افزارهای ویژه‌ای برای تعریف و کار بر روی سامانه‌ای از ارتباط‌های درونی میان ترکیب‌های شیمیایی، ساخته می‌شود، سپس با کمک این نرم‌افزارها، رفتار سامانه‌های شیمیایی مورد بررسی، پیش بینی می‌شود. شبیه سازی با این روش می‌تواند بسیار آسان یا بسیار پیچیده باشد.
برای مدل‌سازی فرایندهای شیمیایی علاوه بر دانستن ویژگی‌های فیزیکی و شیمیایی ترکیب‌ها، باید از وضعیت مخزنها، پمپها، لولهها، فشار ظرف‌ها و... نیز آگاهی داشت و اطلاعات آن را در اختیار سامانهٔ مدل سازی گذاشت.